# Tsimihety (langue)
Cet article concerne la langue tsimihety. Pour le peuple tsimihety, voir Tsimihety (peuple).
Le tsimihety est une langue malayo-polynésienne du groupe barito parlée par le peuple Tsimihety dans le centre-nord de Madagascar. C'est une des langues du groupe malgache.
En 2011, le nombre de locuteurs du tsimihety était de 1 615 000.